# العلاقات الماليزية النيبالية
العلاقات الماليزية النيبالية هي العلاقات الثنائية التي تجمع بين ماليزيا ونيبال.

## مقارنة بين البلدين
هذه مقارنة عامة ومرجعية للدولتين:
| وجه المقارنة                                              | ماليزيا       | نيبال                               |
| --------------------------------------------------------- | ------------- | ----------------------------------- |
| المساحة (كم2)                                             | 330.29 ألف    | 147.18 ألف                          |
| عدد السكان (نسمة)                                         | 31.62 مليون   | 29.40 مليون                         |
| الكثافة السكانية (ن./كم²)                                 | 95.73         | 199.76                              |
| العاصمة                                                   | كوالالمبور    | كاتماندو                            |
| اللغة الرسمية                                             | لغة ماليزية   | اللغة النيبالية                     |
| العملة                                                    | رينغيت ماليزي | روبية نيبالية                       |
| الناتج المحلي الإجمالي (بليون دولار)                      | 314.50 مليار  | 24.47 مليار                         |
| الناتج المحلي الإجمالي (تعادل القوة الشرائية) بليون دولار | 817.43 مليار  | 70.20 مليار                         |
| الناتج المحلي الإجمالي الاسمي للفرد دولار أمريكي          | 9.77 ألف      | 743                                 |
| الناتج المحلي الإجمالي للفرد دولار أمريكي                 | 25.64 ألف     | 2.37 ألف                            |
| مؤشر التنمية البشرية                                      | 0.779         | 0.548                               |
| رمز المكالمات الدولي                                      | +60           | +977                                |
| رمز الإنترنت                                              | .my           | .np                                 |
| المنطقة الزمنية                                           | ت ع م+08:00   | ت ع م+05:45، التوقيت الموحد لنيبال ‏ |

## منظمات دولية مشتركة
يشترك البلدان في عضوية مجموعة من المنظمات الدولية، منها:
| علم المنظمة | اسم المنظمة                               | تاريخ انضمام ماليزيا | تاريخ انضمام نيبال |
| ----------- | ----------------------------------------- | -------------------- | ------------------ |
|             | مؤسسة التنمية الدولية                     | 24 سبتمبر 1960       | 6 مارس 1963        |
|             | يونسكو                                    | 16 يونيو 1958        | 1 مايو 1953        |
|             | مؤسسة التمويل الدولية                     | 20 مارس 1958         | 7 يناير 1966       |
|             | منظمة حظر الأسلحة الكيميائية              | ?                    | ?                  |
|             | الأمم المتحدة                             | 17 سبتمبر 1957       | 14 ديسمبر 1955     |
|             | منظمة الشرطة الجنائية الدولية             | ?                    | ?                  |
|             | البنك الدولي للإنشاء والتعمير             | 7 مارس 1958          | 6 سبتمبر 1961      |
|             | الاتحاد البريدي العالمي                   | ?                    | ?                  |
|             | المركز الدولي لتسوية المنازعات الاستشارية | 14 أكتوبر 1966       | 6 فبراير 1969      |
|             | وكالة ضمان الاستثمار متعدد الأطراف        | 6 ديسمبر 1991        | 9 فبراير 1994      |
|             | بنك التنمية الآسيوي                       | 1966                 | 1966               |
|             | منظمة التجارة العالمية                    | ?                    | ?                  |
|             | الفريق المعني برصد الأرض                  | ?                    | ?                  |

## وصلات خارجية
- موقع وزارة الخارجية الماليزية
- موقع وزارة الخارجية النيبالية